# Liên Mạc, Thanh Hà
Liên Mạc là một xã thuộc huyện Thanh Hà, tỉnh Hải Dương, Việt Nam.

## Vị trí
Xã nằm ở khu Hà Bắc của huyện Thanh Hà; phía Bắc giáp xã Thanh Lang, phía Tây giáp xã Cẩm Chế, phía Nam giáp xã Thanh Xá, phía Đông giáp xã Thanh Xuân. Xã được phân thành 5 thôn: Văn Mạc, Mạc Thủ 1, Mạc Thủ 2, Tiêu Xá, Mạc Động.
Xã có giáo sứ Văn Mạc, Đền Vua Lê Đại Hành tại đình Mạc Động.

## Kinh tế
Xã có kinh tế thuần nông. Trung tâm của xã có Chợ Sung, là nơi sinh hoạt buôn bán của người dân địa phương.

## Giáo dục
Xã có 1 trường THCS Liên Mạc, 1 Trường Tiểu học, và 1 trường Mầm non. Cả ba trường trên khu vực xã đều đạt chuẩn quốc gia.